# Antiterminator
Ein Antiterminator, auch Antiterminationsfaktor oder Antiterminationsprotein, ist ein Protein oder eine RNA, die an spezifische Sequenzen der DNA bindet und damit bewirkt, dass die RNA-Polymerase über eine normale Terminationssequenz hinweg liest. Sie blockieren damit die Wirkung von Terminatoren. Antiterminatoren spielen insbesondere bei der Transkription der DNA von Viren eine Rolle.
Antiterminationsvorgänge erfolgen nicht zufällig, sondern werden gezielt gesteuert. Ein Beispiel für einen solchen Antiterminator ist das Protein Q des Phagen λ. „Es bindet an die RNA-Polymerase und führt zu einer Stabilisierung schwacher Hybridhelices. Hierdurch wird das Pausieren oder ein Arrest der RNA-Polymerase verhindert, die entsprechende RNA-Sequenz wird ohne zeitliche Verzögerung [...] durchgehend transkribiert.“ Das pN-Protein wirkt als Antiterminator der Gene N und cro.